# Peliás

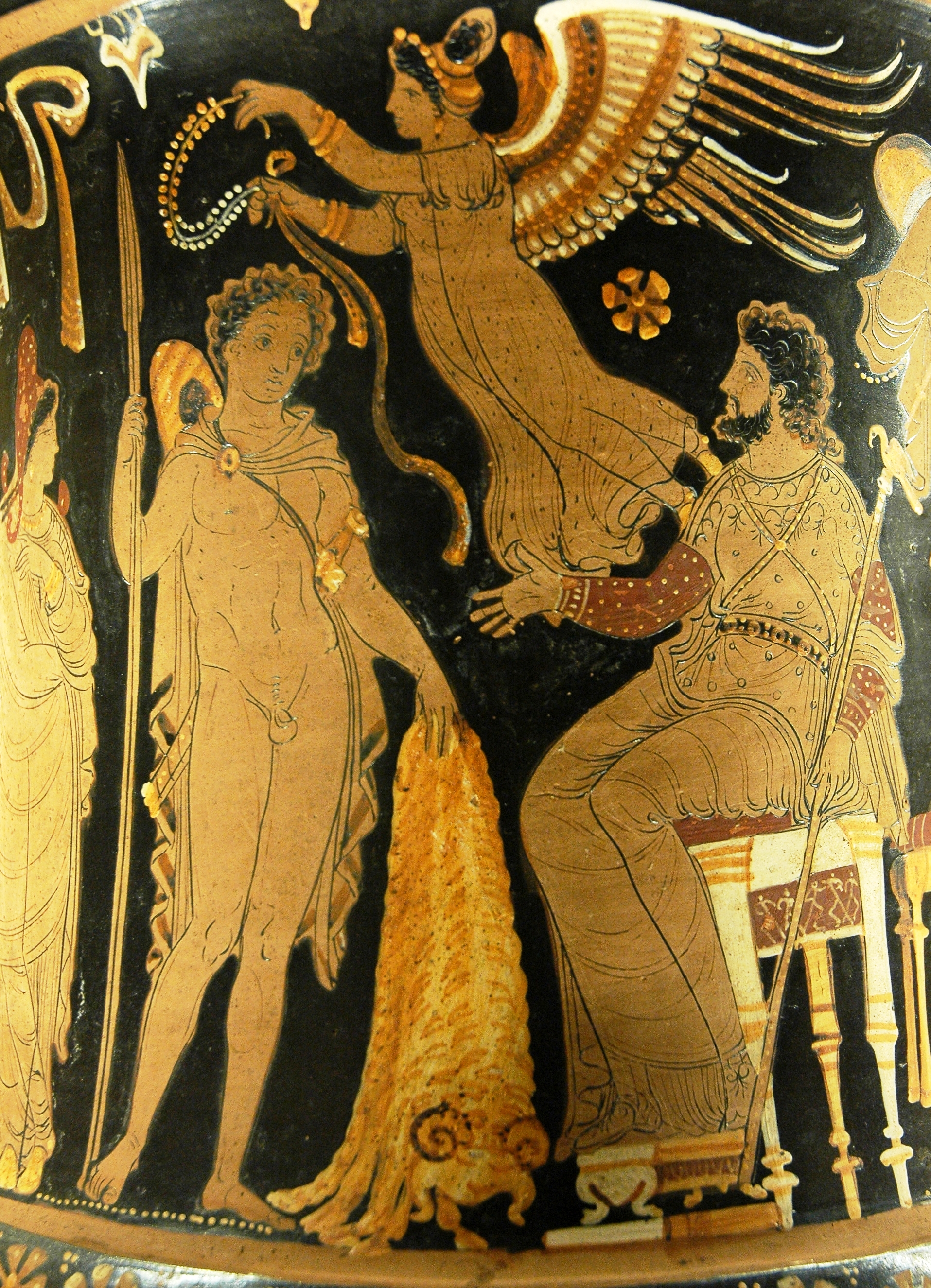
Iáson a Peliás

Peliás (latinsky Pelias) byl syn boha moře Poseidóna a jeho milenky Tyró, manželky Kréthea, zakladatele a krále Iólku.
Peliás se zmocnil vlády nad Iólkem silou a protiprávně. Dědice trůnu Aisona sesadil a po létech také neuznal nároky Aisonova syna Iásona. Přímo ho neodmítl, ale jako podmínku si vyžádal získání zlatého rouna z daleké Kolchidy. Vlastnil je král Aiétés, který kdysi přijal mladého Frixa, jehož beran se zlatým rounem přinesl z dalekého Orchomenu. Aiétés zlaté rouno považoval za symbol své královské moci. Aby jej Iásón získal, musel splnit těžký úkol, s divokými býky zorat pole a vojsko z dračích zubů pobít. Iásón však měl silné spojence, bohyně z Olympu a Médeiu, Aiétovu dceru. Ta kouzly pomohla zdolat úkol a ukrást zlaté rouno. Po tomto činu je Aiétés pronásledoval, ztratil při tom svého syna Apsyrta, ale nakonec pronásledování musel vzdát, protože Iásón se s Médeiou oženil a spolu se vrátili do Iólku. Všechny tyto události jsou vylíčeny v rozsáhlé báji o Argonautech.
Po dlouhé strastiplné cestě se Iásón vítězně vrátil do Iólku, avšak ani po splnění těžkého úkolu mu Peliás nechtěl vládu vydat. Po domluvě s Médeiou se rozhodli Pelia zavraždit a za nevědomé pomoci jeho dcer uskutečnila Médeia kouzelný obřad, když dcery svého otce zabily a Médeia pod záminkou jeho omlazení mu vlila do žil odvar, který však kouzelný nebyl, Peliás zemřel. Peliovy dcery z toho zešílely.
Iásón se vládcem v Iólku nestal, za jejich činy je Akastos, Peliův syn oba vyhnal.